# Harry Weetman
Harry Weetman (Oswestry, 25 oktober 1920 – Redhill, 19 juli 1972) was een Engels golfprofessional. Hij speelde in de tijd dat de Europese Tour nog niet bestond. Hij won veel toernooien in Engeland, en hij won twee keer de Harry Vardon Trophy voor de laagste gemiddelde score. 
Weetman speelde van 1949-1968 ieder jaar in het Brits Open, en eindigde zes keer in de top-10. Weetman speelde zeven keer in de Ryder Cup, daarna was hij in 1965 captain van het team. 
Weetman overleed in 1972 aan de gevolgen van een auto-ongeval.

## Gewonnen
- 1951: News of the World Match Play
- 1952: British Masters, Harry Vardon Trophy
- 1956: Harry Vardon Trophy
- 1957: Swallow-Penfold Tournament, German Open
- 1958: News of the World Match Play, Swallow-Penfold Tournament, British Masters
- 1960: Swallow-Penfold Tournament, Spalding Tournament
- 1962: Swallow-Penfold Tournament
- 1968: Hennessy Tournament

## Teams
- Ryder Cup: 1951, 1953, 1955, 1957, 1959, 1961 en 1963
- Canada Cup: 1953, 1954, 1956, 1960